# Karmacoma
 Karmacoma  — це третій і останній сингл гурту «Massive Attack», з альбому Protection, який вийшов у березні 1995 року.

## Композиції
1. Karmacoma (Album) 5:15
2. Karmacoma (Portishead Experience) 3:57
3. Karmacoma (The Napoli Trip) 6:04
4. Blacksmith/ Daydreaming 5:22